# فانوس‌های مردگان

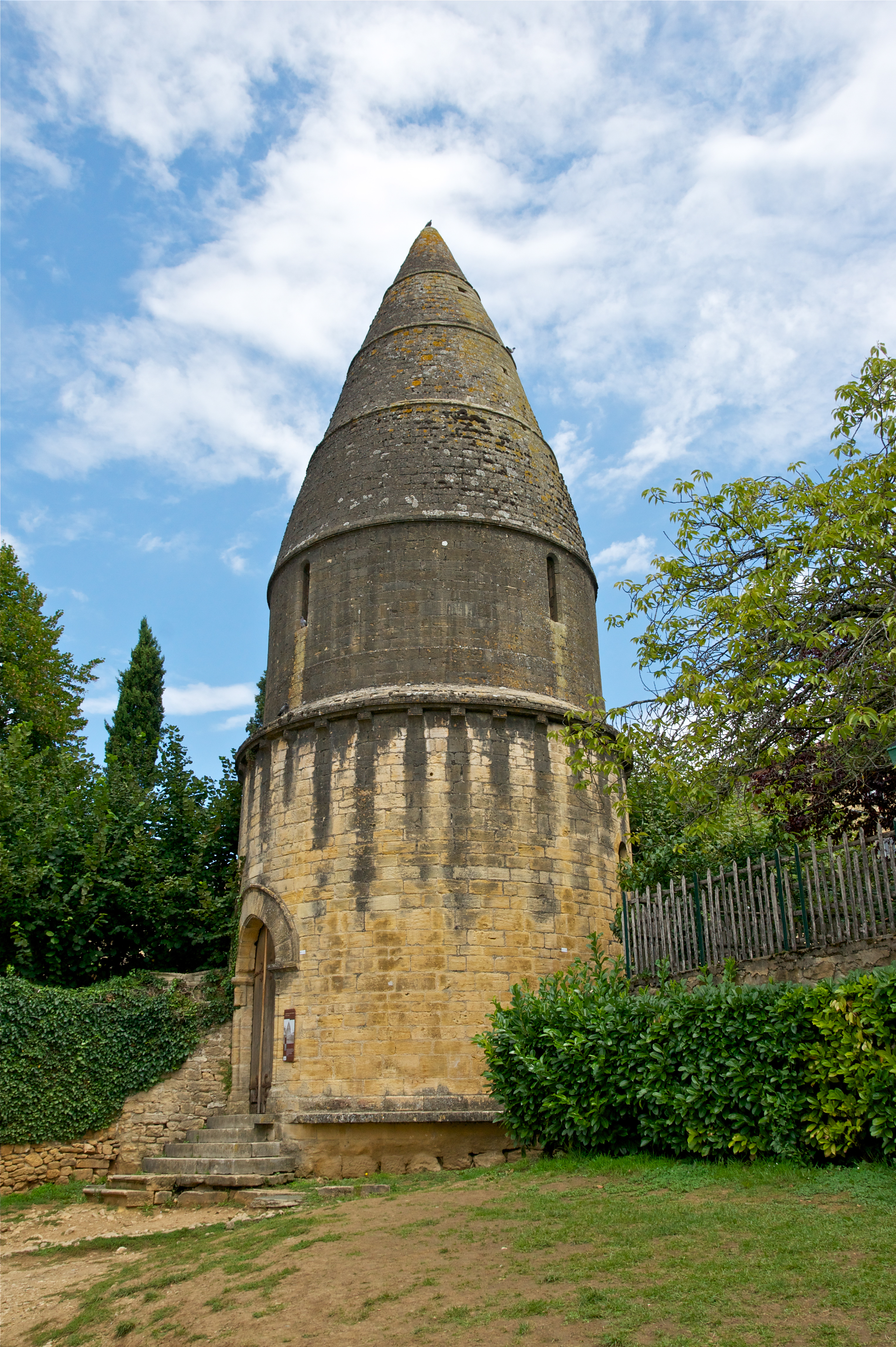

فانوس‌های مردگان برج‌های کوچکی بودند که بیشتر در غرب و مرکز فرانسه ساخته می‌شدند. این نوع ساختمان‌ها با نوری که از بالای آن خارج می‌شد، جهت گورستان‌های محلی را نمایش می‌دادند. این برج ها معمولاً دایره ای شکل بودند و در قسمت پایین ورودی کوچکی وجود داشت که به فضای داخلی دسترسی پیدا می کرد ، به طوری که لامپ ها را توسط یک قرقره به ارتفاع مورد نیاز می رساند. یکی از عالی ترین ها در فرانسه این است که در Cellefrouin (شارنت) ، که شامل یک سری هشت شفت نیم دایره متصل است ، روی یک پایه بلند شده و با یک سقف مخروطی تزئین شده با مخروط های صنوبر تاج گذاری می شود. فقط یک دیافراگم دارد ، به سمت جاده اصلی. نمونه های دیگر در سیرون،اندر و آنتیگنی،وین وجود دارد. یک نمونه باقی مانده در انگلستان ، در حیاط کلیسا در بیسلی ، گلوسترشایر وجود دارد که از آن به عنوان نور روح های فقیر یاد می شود.